# کت کامک
کاترین کریستین کامک (‎/ˈkæmæk/‎ KAM-mack؛ زاده ۱۶ فوریه ۱۹۸۸) یک سیاستمدار و مشاور سیاسی آمریکایی است که به عنوان نماینده ایالات متحده برای منطقه سوم کنگره فلوریدا خدمت می‌کند. او یکی از اعضای حزب جمهوری‌خواه است.
کامک در دنور، کلرادو به دنیا آمد و در یک گاوداری ۵۵ هکتاری بزرگ شد. زمانی که کامک نوجوان بود، مادرش مدتی را به دلیل رانندگی تحت تأثیر الکل در زندان گذراند. در سال ۲۰۰۶، کامک از دبیرستان شهرستان داگلاس در کسل راک، کلرادو فارغ‌التحصیل شد. او مدرک لیسانس هنر در روابط بین‌الملل را از دانشگاه ایالتی متروپولیتن دنور و کارشناسی ارشد علوم دفاع ملی و مطالعات استراتژیک را از کالج جنگی نیروی دریایی دریافت کرد. او گفته است که به مدت چهار ماه با مادرش در یک متل زندگی کرده است.